# Amietophrynus pantherinus
Amietophrynus pantherinus (tên tiếng Anh: Western Leopard Toad) là một loài cóc trong họ Bufonidae.
Nó bị đe dọa do mất nơi sống.

## Hình ảnh

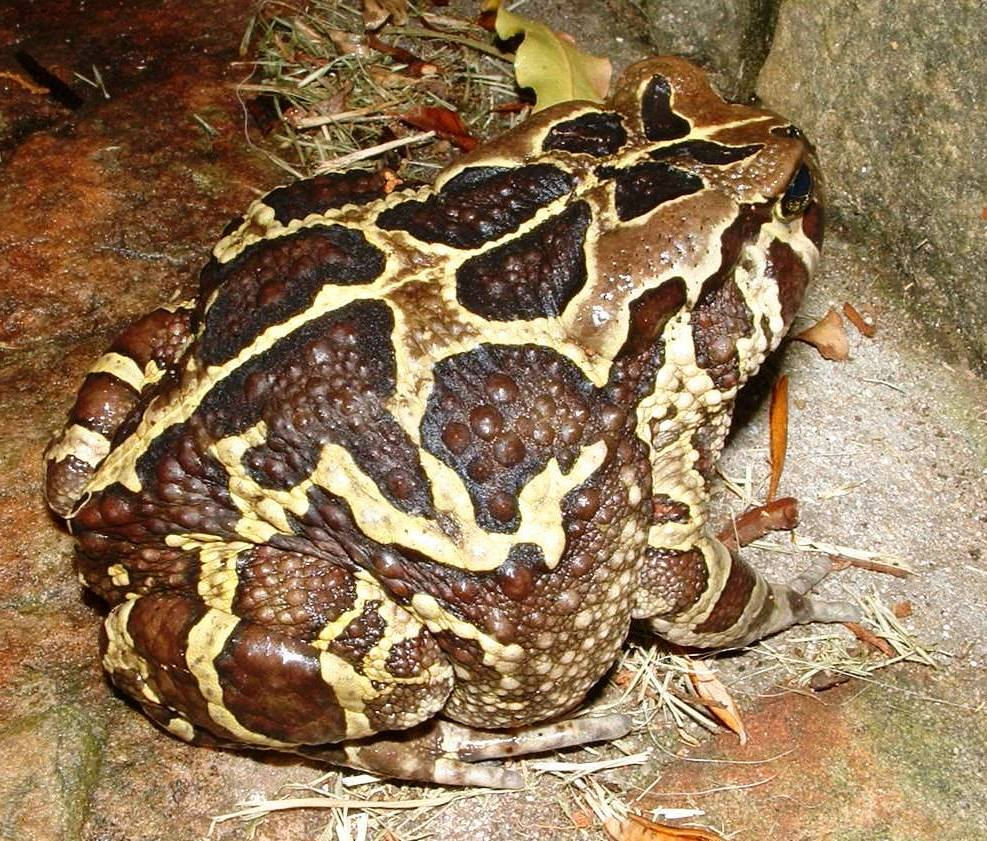
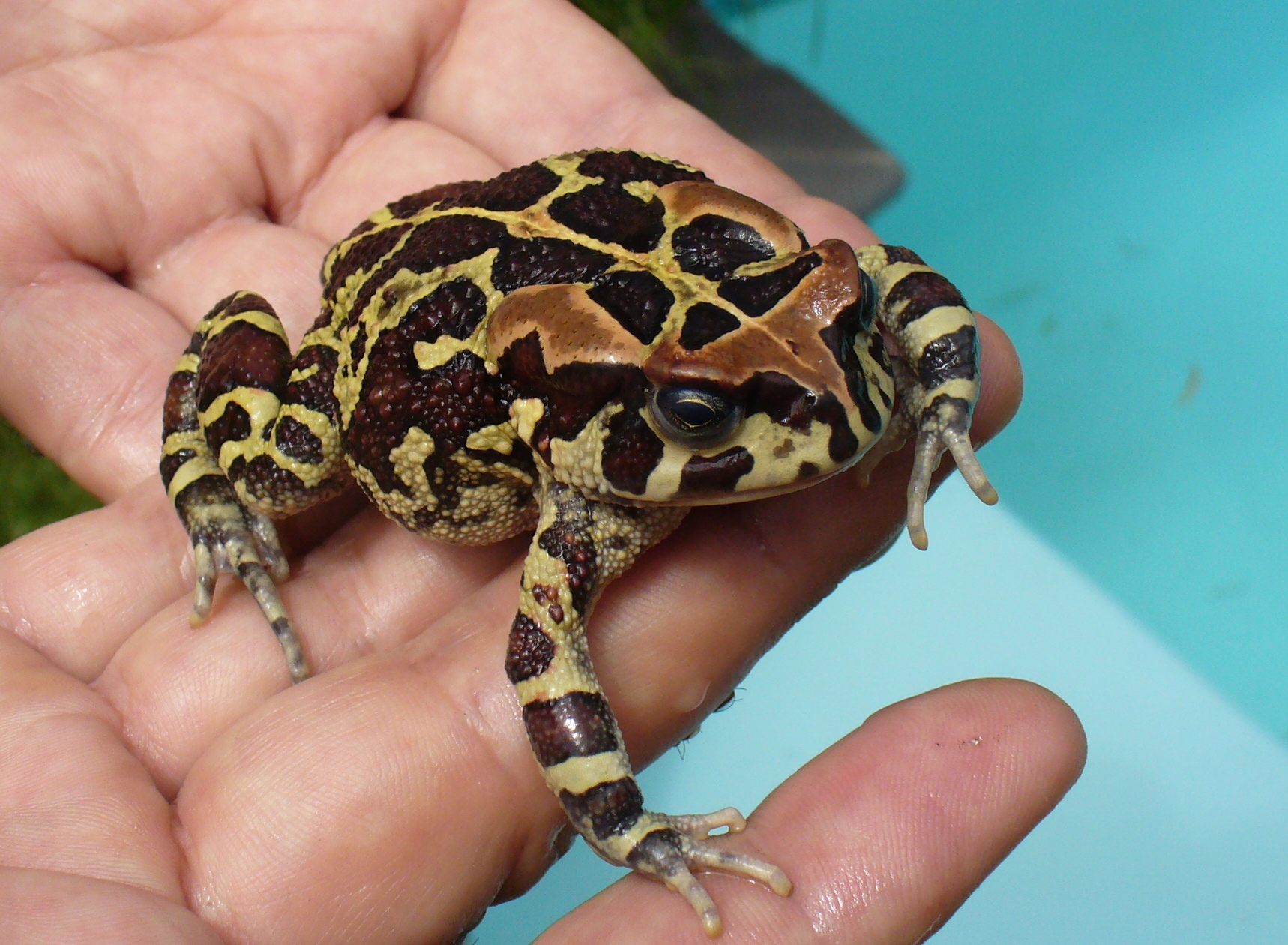
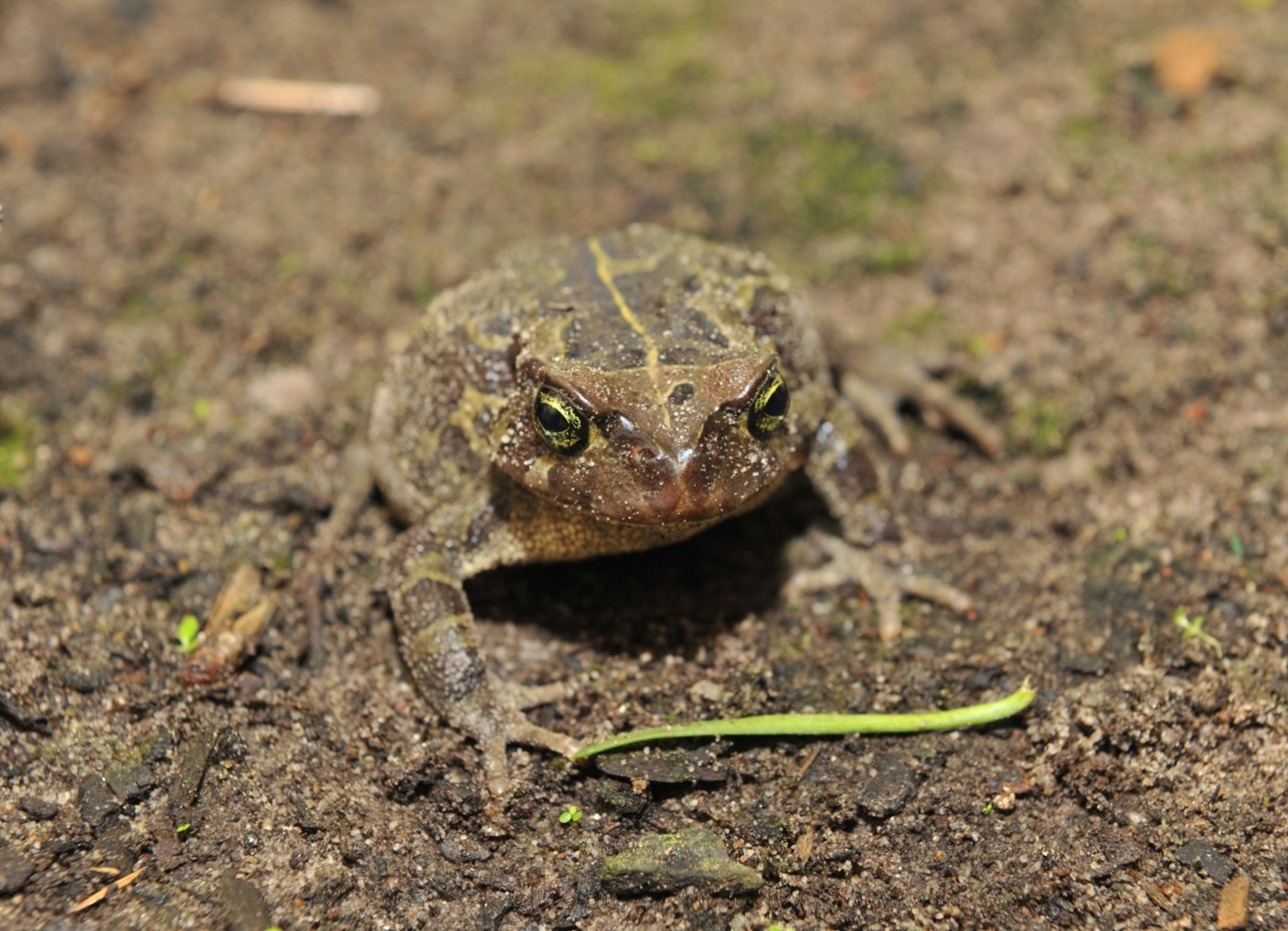
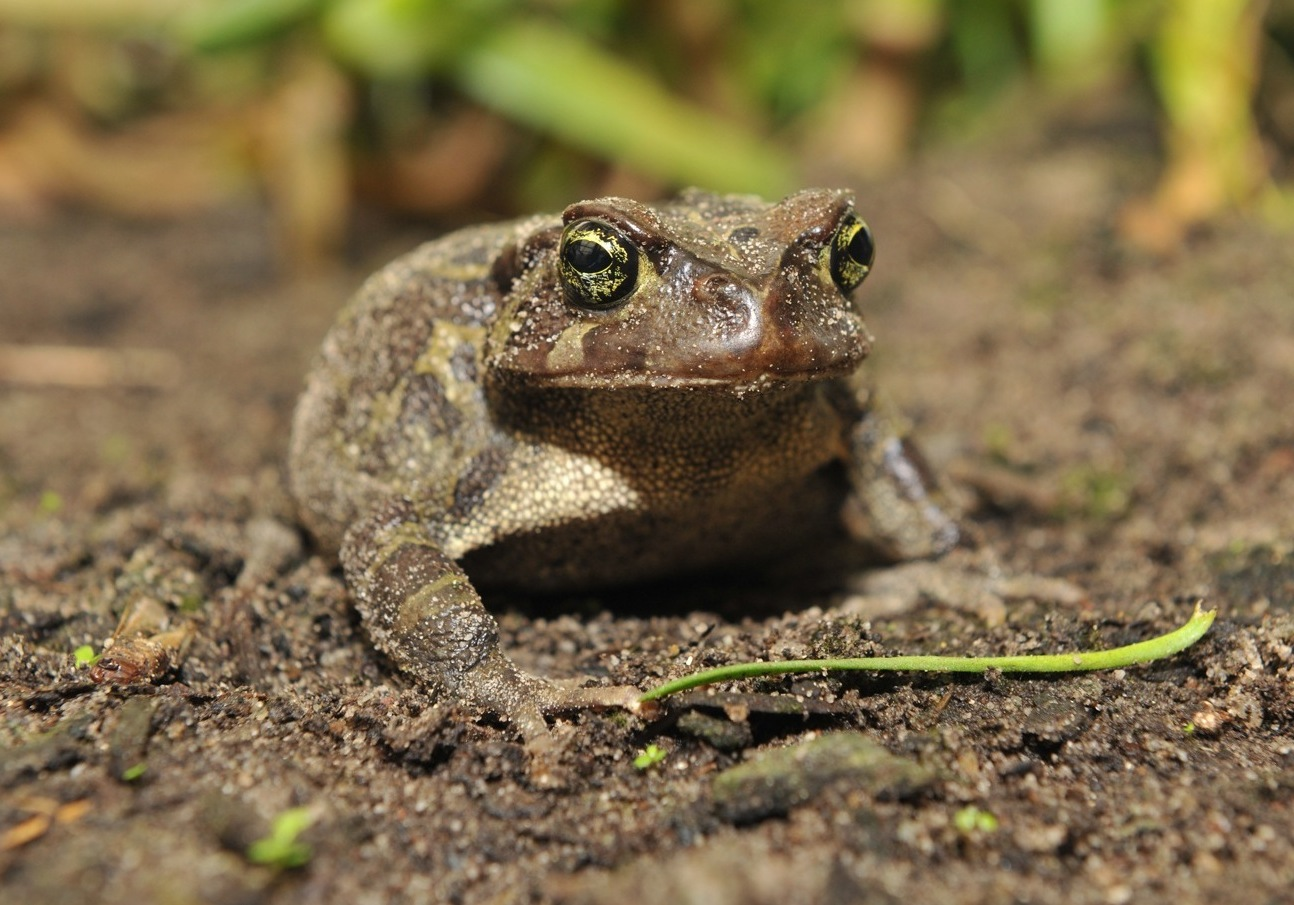